# Rhizophysa filiformis
Rhizophysa filiformis är en nässeldjursart som först beskrevs av Forskål 1775.  Rhizophysa filiformis ingår i släktet Rhizophysa och familjen Rhizophysidae. Inga underarter finns listade i Catalogue of Life.